# Van Rysel-Roubaix
La Van Rysel-Roubaix, nota in passato come Roubaix Lille Métropole, Natura4Ever, Xelliss e Go Sport, è una squadra maschile francese di ciclismo su strada. Attiva nel professionismo dal 2007, ha licenza di Continental Team, terza divisione del ciclismo mondiale, e costituisce l'emanazione agonistica della società ciclistica Vélo Club de Roubaix, basata a Roubaix, nel dipartimento del Nord, e attiva dal 1966 al 2006 con formazioni giovanili e dilettantistiche.
Nelle stagioni di attività i ciclisti del team, sempre sotto la guida del direttore sportivo Frédéric Delcambre, hanno ottenuto alcuni successi in prove UCI europee di classe 1.1 (Le Samyn 2014, Cholet-Pays de Loire 2016, Boucles de la Mayenne 2019) e diverse vittorie in gare di classe 1.2 e 2.2.

## Cronistoria

### Annuario
| Anno | Codice  | Nome                                                               | Cat. | Biciclette | Dirigenza |
| ---- | ------- | ------------------------------------------------------------------ | ---- | ---------- | --- |
| 2007 | RLM     | Roubaix Lille Métropole                                            | CT   | Lapierre   | Manager: Daniel Verbrackel Dir. sportivi: Frédéric Delcambre, Cyrille Guimard                                                |
| 2008 | RLM     | Roubaix Lille Métropole                                            | CT   | Lapierre   | Manager: Daniel Verbrackel Dir. sportivi: Frédéric Delcambre, Cyrille Guimard                                                |
| 2009 | RLM     | Roubaix Lille Métropole                                            | CT   | Lapierre   | Manager: Jean-Charles Canonne Dir. sportivi: Frédéric Delcambre, Cyrille Guimard                                             |
| 2010 | RLM     | Roubaix Lille Métropole                                            | CT   | Lapierre   | Manager: Jean-Charles Canonne Dir. sportivi: Frédéric Delcambre, Cyrille Guimard                                             |
| 2011 | RLM     | Roubaix Lille Métropole                                            | CT   | Lapierre   | Manager: Daniel Verbrackel Dir. sportivi: Frédéric Delcambre, Cyrille Guimard, Daniel Verbrackel                             |
| 2012 | RLM     | Roubaix Lille Métropole                                            | CT   | Lapierre   | Manager: Daniel Verbrackel Dir. sportivi: Frédéric Delcambre, Cyrille Guimard                                                |
| 2013 | RLM     | Roubaix Lille Métropole                                            | CT   | Lapierre   | Manager: Daniel Verbrackel Dir. sportivi: Frédéric Delcambre, Cyrille Guimard, Francis Van Londersele                        |
| 2014 | RLM     | Roubaix Lille Métropole                                            | CT   | Lapierre   | Manager: Jean-Charles Canonne Dir. sportivi: Frédéric Delcambre, Cyrille Guimard, Francis Van Londersele, Daniel Verbrackel  |
| 2015 | RLM     | Roubaix Lille Métropole                                            | CT   | Lapierre   | Manager: Daniel Verbrackel Dir. sportivi: Frédéric Delcambre, Cyrille Guimard, Gilles Pauchard                               |
| 2016 | RML     | Roubaix Métropole Européenne de Lille                              | CT   | Lapierre   | Manager: Jean-Charles Canonne Dir. sportivi: Frédéric Delcambre, Michel Dernies, Daniel Verbrackel                           |
| 2017 | RLM     | Roubaix Lille Métropole                                            | CT   | Lapierre   | Manager: Daniel Verbrackel Dir. sportivi: Frédéric Delcambre, Michel Dernies, Daniel Verbrackel                              |
| 2018 | RLM     | Roubaix Lille Métropole                                            | CT   | Lapierre   | Manager: Olivier Decock Dir. sportivi: Frédéric Delcambre, Michel Dernies, Daniel Verbrackel                                 |
| 2019 | NRL     | Natura4Ever-Roubaix Lille Métropole                                | CT   | Lapierre   | Manager: Olivier Decock Dir. sportivi: Frédéric Delcambre, Michel Dernies, Daniel Verbrackel                                 |
| 2020 | NRL     | Natura4Ever-Roubaix Lille Métropole                                | CT   | Argon 18   | Manager: Olivier Decock Dir. sportivi: Frédéric Delcambre, Geoffrey Coupé, Michel Dernies, Daniel Verbrackel                 |
| 2021 | XRL     | Xelliss-Roubaix Lille Métropole                                    | CT   | Argon 18   | Manager: Olivier Decock Dir. sportivi: Frédéric Delcambre, Geoffrey Coupé, Michel Dernies, Mickaël Leveau, Daniel Verbrackel |
| 2022 | GRL     | Go Sport-Roubaix Lille Métropole                                   | CT   | Argon 18   | Manager: Wilhelm Hubner Dir. sportivi: Frédéric Delcambre, Michel Dernies, Mickaël Leveau, Daniel Verbrackel                 |
| 2023 | GRL VRL | Go Sport-Roubaix Lille Métropole Van Rysel-Roubaix Lille Metropole | CT   | Argon 18   | Manager: Alain Bracke Dir. sportivi: Frédéric Delcambre, Arnaud Molmy, Gilles Pauchard, Daniel Verbrackel                    |
| 2024 | VRR     | Van Rysel-Roubaix                                                  | CT   | Van Rysel  | Manager: Alain Bracke Dir. sportivi: Frédéric Delcambre, Arnaud Molmy, Gilles Pauchard, Daniel Verbrackel                    |

## Organico 2025
Aggiornato al 1º agosto 2025.

### Staff tecnico
|  | Naz.               | Ruolo | Sportivo           |  |  |  |
|  | ------------------ | ----- | ------------------ |  |  |  |
|  | Francia (bandiera) | GM    | Alain Bracke       |  |  |  |
|  | Francia (bandiera) | DS    | Frédéric Delcambre |  |  |  |
|  | Belgio (bandiera)  | DS    | Arnaud Molmy       |  |  |  |
|  | Francia (bandiera) | DS    | Gilles Pauchard    |  |  |  |
|  | Francia (bandiera) | DS    | Daniel Verbracke   |  |  |  |

### Rosa
|  | Naz.               |  | Sportivo            | Anno |  |  |
|  | ------------------ |  | ------------------- | ---- |  |  |
|  | Estonia (bandiera) |  | Rait Ärm            | 2000 |  |  |
|  | Francia (bandiera) |  | Kévin Avoine        | 1997 |  |  |
|  | Francia (bandiera) |  | Thomas Boudat       | 1994 |  |  |
|  | Francia (bandiera) |  | Rémi Capron         | 2000 |  |  |
|  | Francia (bandiera) |  | Célestin Guillon    | 1996 |  |  |
|  | Francia (bandiera) |  | Manu Guerinel       | 2003 |  |  |
|  | Francia (bandiera) |  | Maxime Jarnet       | 1998 |  |  |
|  | Francia (bandiera) |  | Maximilien Juillard | 2001 |  |  |
|  | Belgio (bandiera)  |  | Kenny Molly         | 1996 |  |  |
|  | Francia (bandiera) |  | Emmanuel Morin      | 1995 |  |  |
|  | Belgio (bandiera)  |  | Baptiste Planckaert | 1988 |  |  |
|  | Francia (bandiera) |  | Valentin Tabellion  | 1999 |  |  |
|  | Estonia (bandiera) |  | Norman Vahtra       | 1996 |  |  |